# برنارد جي. غالاغير
برنارد جي. غالاغير هو سياسي أمريكي، ولد في 27 فبراير 1912 في بروسر في الولايات المتحدة، وتوفي في 3 أغسطس 1995 في واشنطن في الولايات المتحدة. انتخب عضو مجلس نواب واشنطن ‏.